# 信国重包
信国重包（のぶくに しげかね、生年不詳 - 享保13年12月10日（1729年1月9日））は、筑前信国派中で最も著名な江戸時代の刀工。字：助左衛門、助六。銘：重包、正包、原田。戒名：撥塵如釼居士。

## 系譜
十四代信国助左衛門吉包（信国吉包）の子。享保6年（1721年）正月、将軍徳川吉宗は江戸「浜御殿」で鍛刀競技を開催した（277名）。重包は「若狭正宗」、「不動国行」写しを鍛刀し4名の名人に選ばれ「葵一葉」を中心（なかご）に刻む事を許された（他の3人は、薩摩の一平安代、主水正正清、南紀重国）。
帰国後、城代組に加えられ十五石五人扶持。
享保13年（1728年）12月10日病没。

## 特徴
反り浅く、平肉多く、重量感があり、沸本位の華やかな大乱れ、砂流しのある相州伝。

## 作品
刀「筑州住源信国重包」（福岡市博物館蔵）画像ほか

## 脚註
1. ↑  『長政公御入国ヨリ二百年町家由緒記』福岡県立図書館蔵）
2. ↑  安国寺過去帳
3. ↑  『黒田新続家譜巻之二十一.継高記ニ』p.50-54
4. ↑  『長野日記.下, p.222-224（秀村選三編『近世福岡博多史料第一集』.-- 福岡市 : 西日本文化協会発行, 1981.所収）
5. ↑  『長野日記.下, p.326（秀村選三編『近世福岡博多史料第一集』.-- 福岡市 : 西日本文化協会発行, 1981.所収）
6. ↑  「よみがえる名刀　赤羽刀展」FACATA(福岡市博物館だより） No.41 http://museum.city.fukuoka.jp/jg/html/jg_fr3_41.html

## 関連事項
- 刀工の流派
- 信国派
- 来派
- 了戒派
- 貞宗
- 日本刀一覧